# Боде, Этьен
Этьен Боде (фр. Étienne Baudet; 3 августа 1638, Грефье — 8 июля 1711, Париж) — французский рисовальщик и гравёр. Мастер репродукционной гравюры резцом.

## Биография
Этьен Боде родился 3 августа 1638 года в Грефье, коммуна Виней (современный департамент Луар и Шер), где его отец был фермером. В шестнадцать лет он поступил в мастерскую Себастьяна Бурдона в Париже, одного из основателей Королевской академии живописи и скульптуры.
В 1665 году Этьен Боде отправился в Рим, чтобы усовершенствовать свою технику гравюры. В Риме семья Фальконьери доверила ему воспроизведение в гравюрах четырёх картин Франческо Альбани: «Любовь Венеры и Адониса», что послужило упрочению его репутации опытного гравёра.
Боде вернулся в Париж в 1673 году. В 1675 году он был принят в Королевскую академию живописи и скульптуры. В 1693 году стал гравёром короля. Около 1698 года он переехал в Лувр и получил от короля Людовика XIV заказ на продолжение воспроизведений в гравюре резцом коллекции античных статуй и бюстов, начатой Клодом Мелланом.
В 1690 году Боде продал свое поместье Греффье, единственным наследником которого он был и которое было последним, что связывало его с родным Блуа. Художник скончался 8 июля 1711 года в возрасте семидесяти двух лет в своей мастерской Лувре, в Париже.

## Галерея
- Две Геспериды. 1678
- Солдат оскверняет могилу, испытывая отвращение к разлагающемуся телу
- Грот Тефиды. Деталь скульптурной композиции
- Святые Августин Гиппонский и Вильгельм с Христом, коронующим Деву Марию
- Пейзаж с римской дорогой. По оригиналу Н. Пуссена. 1684
- Пейзаж с погребением Фокиона. По оригиналу Н. Пуссена
- Пейзаж с женщиной, собирающей прах Фокиона. По оригиналу Н. Пуссена